# Dinastia gáusia
A dinastia gáusia, cujos membros também são conhecidos como gáusios, formaram um importante clã dominante lombardo na segunda metade do século VI (547-572). Eram cristãos arianos, em conflito com a Igreja Católica Romana. Sob seu comando, os lombardos se fixaram pela primeira vez na península Itálica.
Os gáusios traçavam sua linhagem até os godos, e eram uma família proeminente quando, em 539, a tribo passou para as mãos de um rei menor de idade, Valtário, e um gáusio, Audoíno, foi eleito seu regente. Em 547, após a morte de Valtário pro causas naturais, Audoíno usurpou e assumiu o manto real. Embora ainda existissem letingos - membros da família do antigo rei - vivos, Autário conseguiu assegurar sua ascensão ao trono com pequena oposição. O filho e sucessor de Audoíno, Alboíno, conduziu os lombardos à Itália em 569, morrendo em 572 ou 573 sem deixar herdeiros, e tendo transformado os reis lombardos em reis da Itália. Seu sucessor foi Clefo, do clã dos beleus.